# Мена Сувари
Мена Сувари (на английски: Mena Alexandra Suvari) е американска актриса и модел.

## Кариера
Мена Сувари е родена е на 13 февруари 1979 г. в град Нюпорт, щат Род Айлънд, САЩ. През 1997 г. завършва гимназия в Бърбанк, окръг Лос Анджелис. Преди това семейството ѝ живее в Чарлстън, Южна Каролина.
Започва да се изявява като модел преди да навърши 13 години. Участва в реклами, а по-късно става модел на агенцията „Wilhelmina Models“. Нейната актьорска кариера започва с епизодични появи в телевизионни сериали през 1995 г. 
Има малка роля във трилъра „Целуни момичетата“ (1997). През 1999 г. придобива популярност с ролята си в драмата „Американски прелести“, която ѝ донася номинация за наградата на БАФТА за най-добра актриса в поддържаща роля (на младо момиче, в което е влюбен бащата на нейна приятелка). Същата година участва и в друг успешен филм – тийнейджърската комедия „Американски пай“, която поставя началото на поредица от 5 филма. Сувари участва в 2 от продълженията – „Американски пай 2“ и „Американски пай: Отново заедно“. Други по-известни филми с нейно участие са „Левакът“ (2000, с Джейсън Бигс), „Хората говорят“ (2005, с Дженифър Анистън и Кевин Костнър) и „Домино“ (2005, с Кийра Найтли и Мики Рурк).

## Семейство
Дете е на медицинска сестра и психиатър. Има трима братя. 
има 2 брака - с оператора Робърт Брикман (2000-2005) и с музикалния продуцент Симоне Сестито (2010-2012). И с двамата се развежда, с мотива "непреодолими различия".

## Частична филмография
- 1998 – „Бедняците от Бевърли Хилс“ (Slums of Beverly Hills)
- 1999 – „Американски пай“ (American Pie)
- 1999 – „Американски прелести“ (American Beauty)
- 2000 – „Левакът“ (Loser)
- 2001 – „Мускетарят“ (The Musketeer)
- 2001 – „Американски пай 2“ (American Pie 2)
- 2005 – „Хората говорят“ (Rumor Has It...)
- 2005 – „Домино“ (Domino)
- 2005 – „Салон за красота“ (Beauty Shop)
- 2006 – „Златното момиче“ (Factory Girl)
- 2007 – „Законите на Бруклин“ (Brooklyn Rules)
- 2008 – „Денят на мъртвите“ (Day of the Dead)
- 2012 – „Американски пай: Отново заедно“ (American Reunion)